# Russet Pikes
Die Russet Pikes (englisch für Rostbraune Spieße, in Argentinien gleichbedeutend Picos Rojizos) sind eine Gruppe von Bergen auf Horseshoe Island in der Marguerite Bay vor der Fallières-Küste des Grahamlands auf der Antarktischen Halbinsel. Sie ragen unmittelbar östlich der Einfahrt zur Gaul Cove auf.
Der Falkland Islands Dependencies Survey nahm zwischen 1955 und 1957 ihre Vermessung vor. Ihr Name ist an ihre rostbraune Färbung angelehnt, die das ganze Jahr über sichtbar ist. Ihre Hänge sind zu steil, als dass sich Schnee an ihnen über längere Zeit ablagern könnte.